# Huli
Huli léase Ju-Lí (en chino: 湖里区, pinyin: Húlĭ Qū, en minnan: O-li Khu, literalmente: en el lago) es desde noviembre de 1987 un distrito urbano bajo la administración directa de la Ciudad subprovincial de Xiamen. Se ubica en el norte de la isla Xiamen, sur de la provincia de Fujian, suroeste de la República Popular China. Tiene una superficie de 73 km² (46% de la isla) a medio metro sobre el nivel del mar y su población total para 2018 fue de +1 millón de habitantes. 

## Administración
El distrito de Huli se divide en 5 pueblos que se administran como subdistritos..
- Jinshan 金山街道
- Huli 湖里街道
- Dianqian 殿前街道
- Heshan 禾山街道
- Jiangtou 江头街道

## Infraestructura
Hulí tiene una infraestructura moderna y desarrollada. El aeropuerto internacional Xiamen Gaoqi (厦门高崎国际机场) se ubica en la isla. A pesar de ser un área tan pequeña cuenta con línea ferroviaria, carreteras y servicios básicos como agua, gas y alcantarillado. La costa norte de Hulí cuentan con un puerto de aguas profundas.

## Clima
Debido a su posición geográfica, los patrones climáticos en la siguiente tabla son los mismos de Xiamen.
| Parámetros climáticos promedio de Huli      | Parámetros climáticos promedio de Huli | Parámetros climáticos promedio de Huli | Parámetros climáticos promedio de Huli | Parámetros climáticos promedio de Huli | Parámetros climáticos promedio de Huli | Parámetros climáticos promedio de Huli | Parámetros climáticos promedio de Huli | Parámetros climáticos promedio de Huli | Parámetros climáticos promedio de Huli | Parámetros climáticos promedio de Huli | Parámetros climáticos promedio de Huli | Parámetros climáticos promedio de Huli | Parámetros climáticos promedio de Huli |
| Mes                                         | Ene.                                   | Feb.                                   | Mar.                                   | Abr.                                   | May.                                   | Jun.                                   | Jul.                                   | Ago.                                   | Sep.                                   | Oct.                                   | Nov.                                   | Dic.                                   | Anual                                  |
| ------------------------------------------- | -------------------------------------- | -------------------------------------- | -------------------------------------- | -------------------------------------- | -------------------------------------- | -------------------------------------- | -------------------------------------- | -------------------------------------- | -------------------------------------- | -------------------------------------- | -------------------------------------- | -------------------------------------- | -------------------------------------- |
| Temp. máx. media (°C)                       | 17.0                                   | 16.6                                   | 18.8                                   | 23.1                                   | 26.6                                   | 29.5                                   | 32.0                                   | 31.8                                   | 30.0                                   | 27.4                                   | 23.6                                   | 19.2                                   | 24.6                                   |
| Temp. mín. media (°C)                       | 9.7                                    | 9.8                                    | 11.8                                   | 15.9                                   | 19.9                                   | 23.3                                   | 25.0                                   | 24.8                                   | 23.3                                   | 20.3                                   | 16.2                                   | 11.7                                   | 17.6                                   |
| Lluvias (mm)                                | 34.2                                   | 99.4                                   | 125.2                                  | 157.0                                  | 161.8                                  | 187.2                                  | 138.4                                  | 209.0                                  | 141.4                                  | 36.2                                   | 31.1                                   | 28.2                                   | 1349.1                                 |
| Días de lluvias (≥ 0.1 mm)                  | 7.1                                    | 12.0                                   | 15.4                                   | 14.6                                   | 15.2                                   | 14.8                                   | 9.9                                    | 10.9                                   | 9.0                                    | 3.2                                    | 4.0                                    | 4.9                                    | 121.0                                  |
| Horas de sol                                | 133.3                                  | 88.3                                   | 89.6                                   | 105.6                                  | 132.6                                  | 163.8                                  | 234.6                                  | 211.6                                  | 178.9                                  | 188.4                                  | 163.0                                  | 163.5                                  | 1853.2                                 |
| Humedad relativa (%)                        | 75                                     | 80                                     | 83                                     | 82                                     | 84                                     | 86                                     | 82                                     | 82                                     | 78                                     | 71                                     | 70                                     | 70                                     | 78.6                                   |
| Fuente: China Meteorological Administration |                                        |                                        |                                        |                                        |                                        |                                        |                                        |                                        |                                        |                                        |                                        |                                        |                                        |